# Halabja
Halabja är en stad i Irakiska Kurdistan i norra Irak. Staden är belägen 240 km norr om Bagdad, 11 kilometer från den iranska gränsen. Runt staden ligger ett antal höjder: Suran, Balambu, Shireh-roudi och Shaghan. 

## Gasattacken 1988
Under kriget mellan Iran och Irak tog styrkor från den kurdiska befrielserörelsen kontroll över staden. Den 16 mars 1988 bombade Irak Halabja med kemiska vapen, troligtvis nerv- och senapsgas. Anfallet leddes av Ali Hassan al-Majid.
Gasattacken dödade cirka 5 000 personer och skadade fler än 9 000. Den förstörde också miljön och försörjningsmöjligheterna genom att djur och växter dog och marken förgiftades.

## Personer från Halabja
- Abdullah Goran
- Ahmed Mukhtar Jaff